# Avenida de Andalucía (Madrid)
La Avenida de Andalucía es una de las principales calles de la ciudad de Madrid, que atraviesa, de norte a sur, los distritos de Usera y Villaverde.

## Recorrido

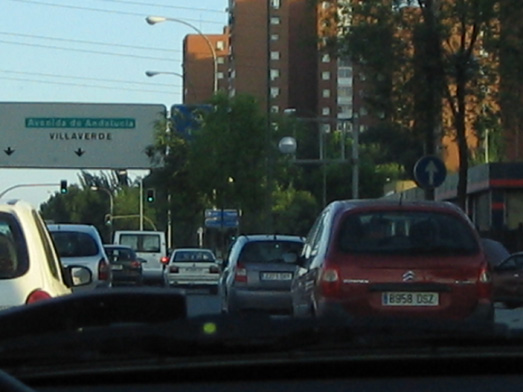
La avenida en el cruce con la M-40.

Es la prolongación de la avenida de Córdoba. Comienza en la glorieta de Málaga, junto al Hospital 12 de Octubre. Desde ahí sigue completamente recta hacia el sur, separando San Fermín de Orcasur, dos barrios del distrito de Usera.
El cambio del distrito de Usera al de Villaverde se produce al cruzar sobre la vía de circunvalación M-40, en una gran rotonda con semáforos. Al entrar a Villaverde, se divisa el Centro Comercial Los Ángeles a la izquierda, y a la derecha se divisan grandes torres de viviendas de ladrillo visto, de 14 plantas, dentro del barrio de Los Ángeles.
La avenida prosigue hacia el sur, atravesando los barrios de El Espinillo en el lado de los impares y Los Ángeles en el lado de los pares. Ya dejando atrás El Espinillo, y continuando paralelo a la Ciudad de Los Ángeles, se comienza a dividir el barrio de Oroquieta, otro barrio que se encuentra a la izquierda de la avenida hacia el sur.
Al dejar atrás la Ciudad de Los Ángeles y Oroquieta entramos en los barrios de Villaverde Bajo y Villaverde Alto, el último a la derecha y Villaverde Bajo. En este momento a la izquierda en sentido Andalucía, se ve una superficie comercial de Media Markt.
Los últimos barrios que vemos son San Cristóbal de los Ángeles y Colonia Marconi, este último a la derecha, en sentido salida de Madrid. La avenida termina con el término municipal de Madrid, cuando la M-45 también se cruza de este a oeste.

## Historia
Antiguamente era la salida de la carretera N-IV, de Madrid a Córdoba (Andalucía), de ahí viene su nombre. Sin embargo esto cambió al construirse el Enlace de la M-40 con la A-4, evitando el paso de todos los vehículos por los distritos del suroeste y sur de Madrid. A la altura del Cerro de los Ángeles el trazado nuevo se une al recorrido antiguo de la carretera.
En la actualidad es una vía urbana en su totalidad, con carriles bici, grandes aceras para el peatón, aunque siguen transitando por ella miles de vehículos diariamente.